# Generali Ladies Linz 2014
Generali Ladies Linz 2014 byl tenisový turnaj pořádaný jako součást ženského okruhu WTA Tour, který se hrál na krytých dvorcích s tvrdým povrchem stadionu TipsArena Linz. Konal se mezi 6. až 12. říjnem 2014 v rakouském Linci jako 28. ročník turnaje.
Turnaj s rozpočtem 250 000 dolarů patřil do kategorie WTA International Tournaments. Nejvýše nasazenou hráčkou ve dvouhře se stala sedmá tenistka světa Eugenie Bouchardová z Kanady, která před druhým kolem z turnaje odstoupila pro stehenní zranění. Po deblové výhře v roce 2013, doplnila Karolína Plíšková vítězství i v singlové soutěži z ročníku 2014. Deblovou část opanovala rumunsko-americká dvojice Raluca Olaruová a Anna Tatišviliová.

## Ženská dvouhra

### Nasazení
| Stát                          | Hráčka                     | WTA | Nasazení |
| ----------------------------- | -------------------------- | --- | -------- |
| Kanada                        | Eugenie Bouchardová        | 7.  | 1.       |
| Srbsko                        | Ana Ivanovićová            | 9.  | 2.       |
| Slovensko                     | Dominika Cibulková         | 13. | 3.       |
| Německo                       | Andrea Petkovicová         | 17. | 4.       |
| Německo                       | Sabine Lisická             | 25. | 5.       |
| Česko                         | Barbora Záhlavová-Strýcová | 28. | 6.       |
| Česko                         | Karolína Plíšková          | 29. | 7.       |
| Francie                       | Caroline Garciaová         | 36. | 8.       |
| Žebříček WTA k 29. září 2014. |                            |     |          |

- 1) Žebříček WTA k 30. září 2013.

### Jiné formy účasti
Následující hráčky obdržely divokou kartu do hlavní soutěže:
- Sabine Lisická
- Patricia Mayrová-Achleitnerová
- Lisa-Maria Moserová

Následující hráčky si zajistily postup do hlavní soutěže v kvalifikaci:
- Madison Brengleová
- Anna-Lena Friedsamová
- Ons Džabúrová
- Kateřina Siniaková
  -  Kiki Bertensová – jako šťastná poražená

### Odhlášení
před zahájením turnaje
- Petra Cetkovská
- Lucie Šafářová
- Carla Suárezová Navarrová (poranění pravého lokte)
- Jelena Vesninová

v průběhu turnaje
- Eugenie Bouchardová (poranění levého stehna)
- Ana Ivanovićová (poranění kyčle)

### Skrečování
- Irina-Camelia Beguová (viróza)
- Magdaléna Rybáriková (poranění kyčle)

## Ženská čtyřhra

### Nasazení
| Stát                                                                      | Hráčka             | Stát      | Hráčka                     | WTA  | Nasazení |
| ------------------------------------------------------------------------- | ------------------ | --------- | -------------------------- | ---- | -------- |
| Česko                                                                     | Lucie Hradecká     | Česko     | Barbora Záhlavová-Strýcová | 56.  | 1.       |
| Nový Zéland                                                               | Marina Erakovicová | Španělsko | Anabel Medina Garriguesová | 66.  | 2.       |
| Česko                                                                     | Karolína Plíšková  | Česko     | Kristýna Plíšková          | 94.  | 3.       |
| Kanada                                                                    | Gabriela Dabrowská | Polsko    | Alicja Rosolská            | 109. | 4.       |
| Žebříček WTA k 29. září 2014; číslo je součtem umístění obou členek páru. |                    |           |                            |      |          |

### Jiné formy účasti
Následující páry obdržely divokou kartu do hlavní soutěže:
- Annika Becková /  Sandra Klemenschitsová
- Lisa-Maria Moserová /  Nicole Rottmannová

## Přehled finále

### Ženská dvouhra
- Karolína Plíšková vs.  Camila Giorgiová, 6–7(4–7), 6–3, 7–6(7–4)

### Ženská čtyřhra
- Ioana Raluca Olaruová /  Anna Tatišviliová vs.  Annika Becková /  Caroline Garciaová, 6–2, 6–1